# Батеєво (село)
Бате́єво (рос. Батеево, чув. Патти) — село у складі Урмарського району Чувашії, Росія. Входить до складу Чубаєвського сільського поселення.
Населення — 190 осіб (2010; 256 у 2002).
Національний склад:
- чуваші — 84 %